# Weselina (rzeka)
Weselina (bułg. Веселина) – rzeka w środkowej Bułgarii.
Rzeka bierze początek w Eleno-Twyrdiszkiej płaninie, na wysokości 784 m n.p.m., południowo-zachodnio od Drenty. Do wsi Dobrewci płynie w północno-wschodnim kierunku, a następnie na północ, wpływając do zbiornika retencyjnego Jowkowci. Mija Kypinowski monaster, przepływając przez wyżynę Elenskite wisoczini w głębokim, malowniczym, 4-kilometrowym wąwozie. Dalej kieruje się na północny wschód, wpływając w szeroką, żyzną dolinę. Po zaabsorbowaniu swojego prawego dopływu Bebrowskiej reki, skręca na północ pod nazwą Dżulunica (Джулюница) i uchodzi do prawego brzegu Starej reki, na wysokości 64 m n.p.m., 2,2 km na północ od wsi Dżulunica.
Jej głównymi dopływami są: Manew doł, Bożicka reka, Jamowsztica, Złata, Ałtynica, Lipownica, Kantarica, Topla, Płakowica, Złatariszka reka, Bebrowska reka. 
Rzeka ma 70 km długości, powierzchnię dorzecza o wielkości 882 km², co stanowi 35,9% powierzchni zlewni Starej reki. Średni przepływ rzeki wynosi 2,4 m³/s, maksymalny przepływ jest w okresie od marca do czerwca, a minimalny od lipca do października.